# Канин (полуостров)
Ка́нин — полуостров в Ненецком автономном округе России, расположен между Чёшской губой Баренцева моря и Белым морем.

## География
Ещё около 250 лет назад Канин на некоторых картах обозначали как остров Канде Нос, что отражало наличие судоходного пути в южной части полуострова (Чёшский волок), по которому поморы перетаскивали свои кочи из реки Чижа в реку Чёша, впадающую в Чёшскую губу.
Площадь полуострова около 10,5 тыс. км², длина с севера на юг более 300 километров.
Северную часть полуострова занимает кряж Канин Камень, вытянутый с северо-запада на юго-восток. Максимальная высота — 242 метра. На северо-западе заканчивается мысом Канин Нос, на юго-востоке — мысом Микулкин. Возле восточного побережья расположены острова Камбальницкие Кошки и Корга.
Западное побережье полуострова называется Канинский берег.

## Гидрология
На полуострове много рек, преимущественно мелководных. В Белое море впадают: Сёмжа, Мгла, Несь, Чижа, Кия (Большая Кия), Шойна, Месна, Мезчина, в Баренцево море — Крестовая, Москвина, Маковая, Камбальница, Рыбная, Песчанка, Жемчужная, Двойник, Губистая, Чёша, Вижас.
На полуострове также множество озёр. Крупнейшие из них: Пелядахасре, Нягринское, Закладное, Щучье и Яжемское.

## Население
Населённые пункты: Несь, Кия, Шойна, Чижа. Несколько покинутых нежилых посёлков: Конушин Нос, Канин Нос, Яжма, Восточная Камбальница, Микулкин Нос. Полуостров населён преимущественно ненцами и русскими. Климат здесь субарктический, суровый в целом, поэтому полуостров слабо освоен человеком.

## Галерея

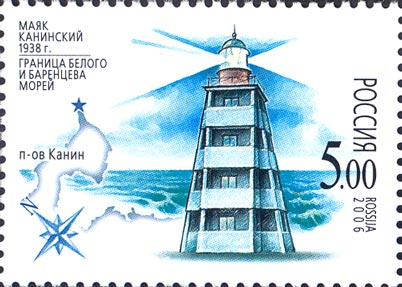
Канинский маяк на почтовой марке
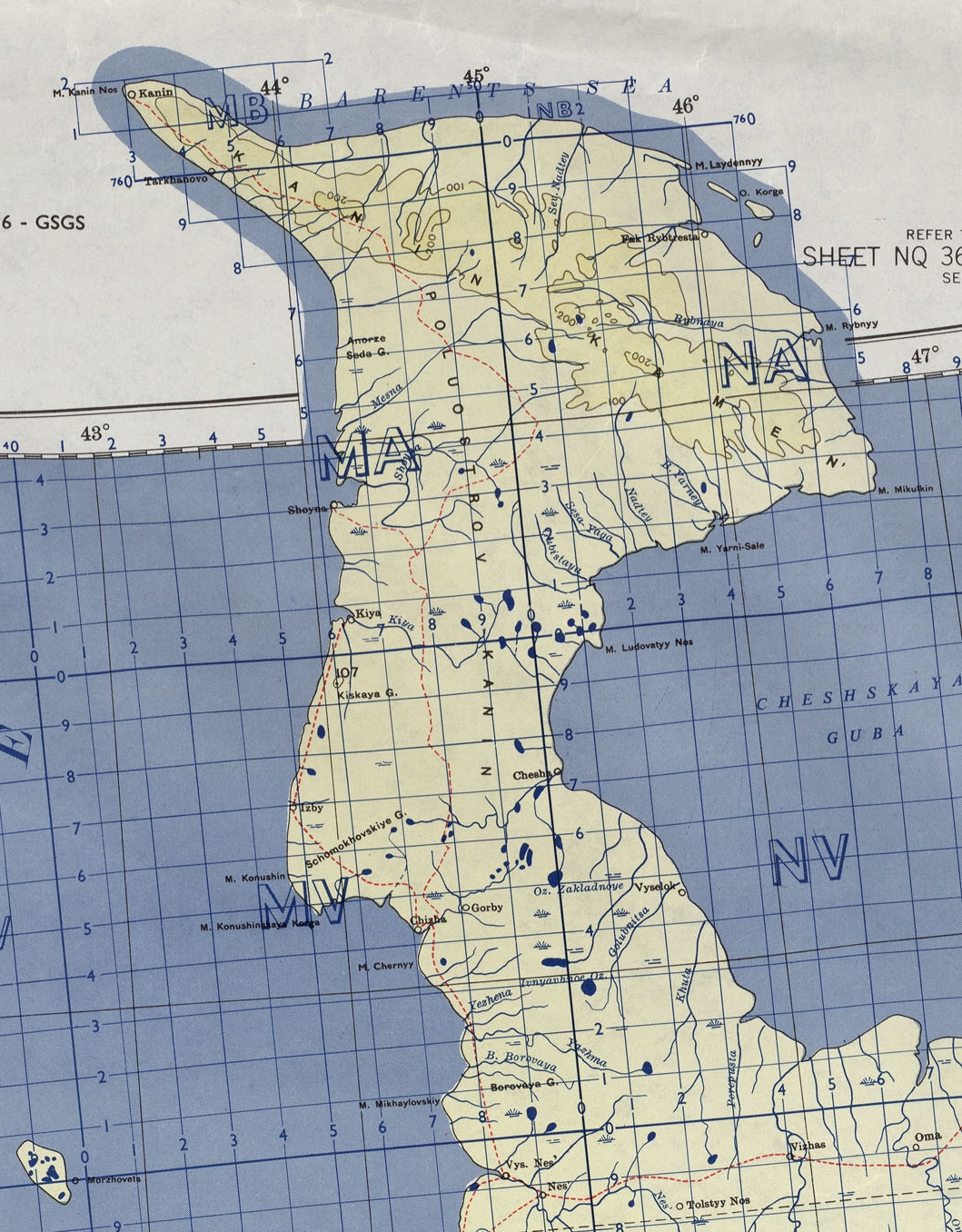
Полуостров Канин. Фрагмент американской военной карты 1956 г.
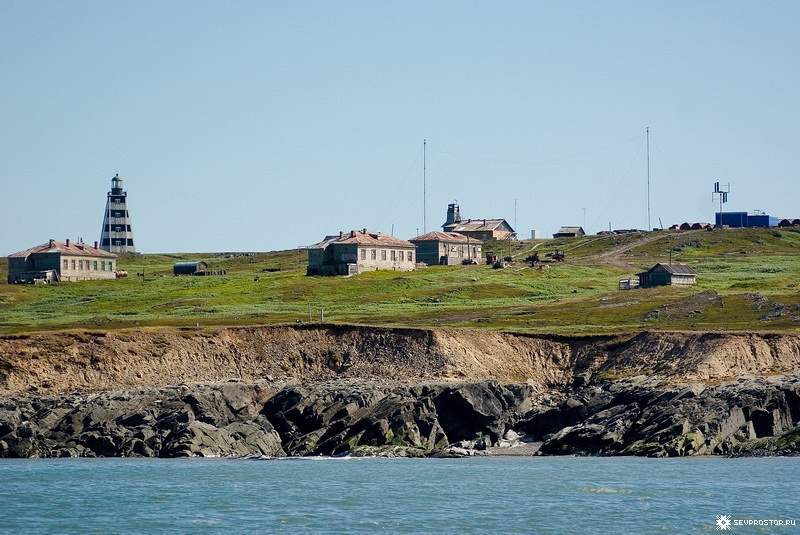
Маяк и метеостанция на мысе Канин Нос